# هيرالد ريا كوكس

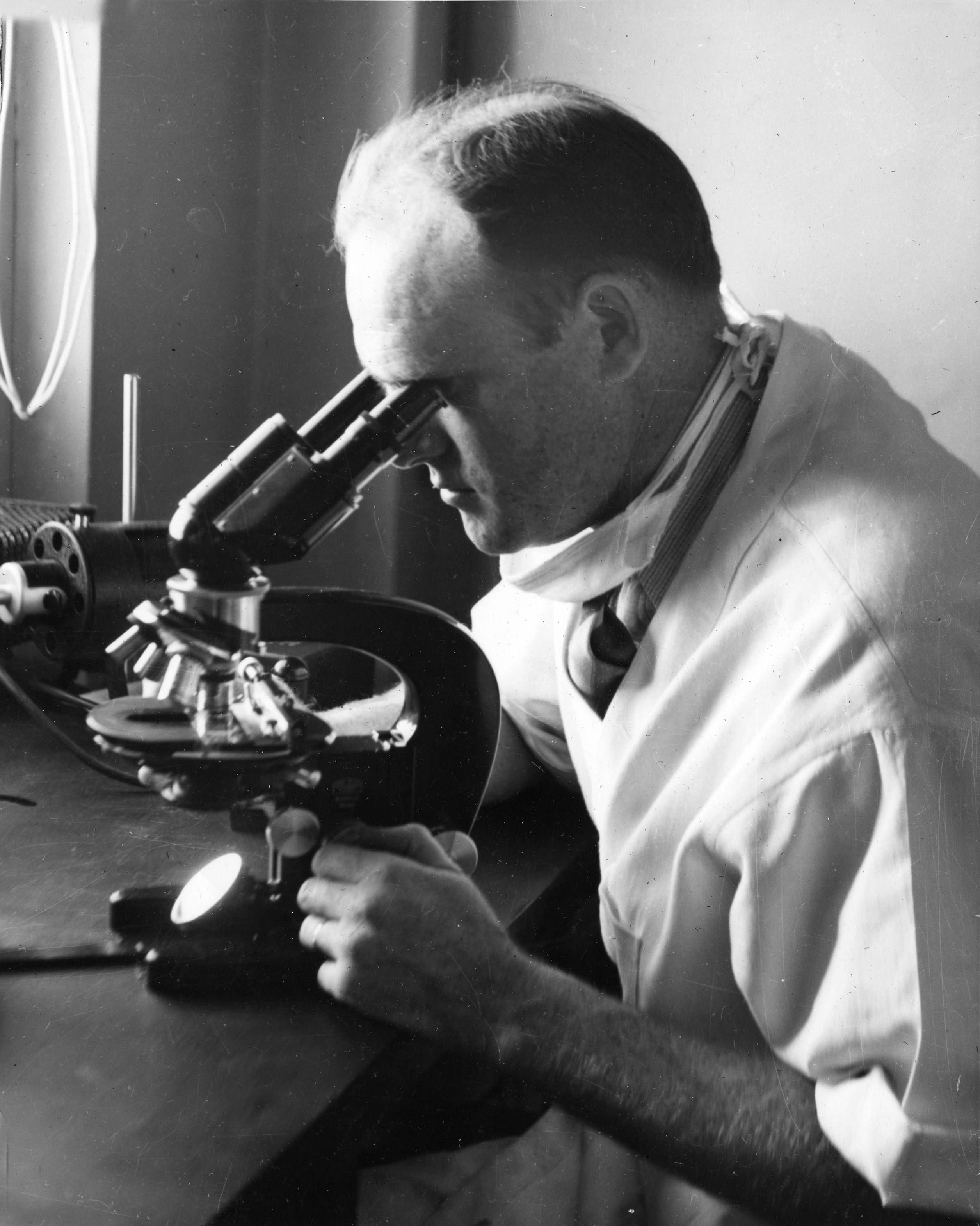
هيرالد كوكس يعاين المجهر عام 1938

كان هيرالد ريا كوكس (1907-1986) عالم جراثيم أمريكي.
وقد سميت العائلة البكتيرية كوكسيالاسي والنوع كوكسيلا، التي تشمل الكائن الحي الذي يسبب حمى Q، و قد تمت تسميتهم نسبةً لهُ بعد وفاته. 

## الألقاب الشرفية
1961:  نُصِّبٓ رئيساً للجمعية الأمريكية لعلم الأحياء المجهرية
1940: نال جائزة ثيوبالد سميث، من الجمعية الأمريكية للنهوض بالعلم (لقاح الحمى المرقطة في الجبال الصخرية)
1942: نال درجة الدكتوراه في العلوم، من  جامعة مونتانا
1946: نال ميدالية لجنة التيفوس
1951: حصل على جائزة ريكيتس
1958: حصل على جائزة الخريجين المتميزين، من جامعة ولاية إنديانا
1971: نُصِّب عضو فخري، في جمعية علماء البكتريا الأمريكية، الجمعية الأمريكية لعلم الأحياء المجهرية

## كتابات مؤرشفة
- American Society for Microbiology Archives